# Hoắc Nguyên Giáp (phim)
Hoắc Nguyên Giáp (chữ Hán: 霍元甲 - Huo Yuanjia, tựa tiếng Anh: Fearless - Jet Li's Fearless) là một bộ phim hành động - võ thuật của Trung Quốc và Hồng Kông năm 2006 do Vu Nhân Thái đạo diễn và diễn viên Lý Liên Kiệt đóng vai chính. Phim hoàn toàn dựa trên cuộc đời của Hoắc Nguyên Giáp, một danh gia võ thuật Trung Quốc thách đấu những võ sĩ nước ngoài tại các sự kiện quốc tế lớn, để khôi phục niềm tự hào Chủ nghĩa dân tộc Trung Quốc vào thời điểm đế quốc phương Tây và sự thao túng của Nhật Bản đã khiến đất nước suy yếu trong những năm trị vì cuối cùng của nhà Thanh trước khi Trung Hoa Dân Quốc ra đời. Hoắc Nguyên Giáp được công chiếu tại rạp vào ngày 26 tháng 1 tại Hồng Kông, 23 tháng 6 tại Trung Quốc và 22 tháng 9 tại Hoa Kỳ.

## Nội dung
Bộ phim bắt đầu với cảnh Hoắc Nguyên Giáp đấu võ và đánh bại ba võ sĩ phương Tây: một người Anh, một người Bỉ và một người Tây Ban Nha. Trong khi chờ đợi trận đấu thứ tư bắt đầu, Hoắc nhớ lại năm xưa cha mình là Hoắc Ân Đệ từng dạy võ. Câu chuyện sau đó được kể lại trong một đoạn hồi tưởng kéo dài. Thấy cha mình luyện võ, cậu bé Hoắc Nguyên Giáp muốn tham gia cùng nhưng người cha lại lo lắng về bệnh hen suyễn của cậu. Hoắc xem cha mình đấu võ với võ sư họ Triệu, và ông đã bị Triệu sư phụ đánh bại. Bị sỉ nhục trước thất bại của cha mình, Hoắc thề sẽ lấy lại danh dự và niềm tự hào cho nhà họ Hoắc. Cậu luyện tập võ thuật nhưng không cho cha biết. Thời gian trôi qua, Hoắc đánh bại nhiều đối thủ (bao gồm cả con trai của Triệu sư phụ) và trở thành võ sĩ nổi tiếng ở Thiên Tân. Khi có được thành công, anh trở nên kiêu ngạo và ra đòn tàn nhẫn với các đối thủ, không giống như người cha quá cố của anh thường nhân từ với đối thủ. Điều này cũng dẫn đến việc Hoắc có thêm nhiều đệ tử và gặp rắc rối tài chính vì tiêu tiền của gia đình vào việc uống rượu và tiệc tùng.
Khi một võ sư cạnh tranh tên Tần Gia đánh một trong những đệ tử của mình bị thương, Hoắc cảm thấy bị xúc phạm và đối mặt với Tần sư phụ vào ngày sinh nhật của ông tại nhà hàng của người bạn thời thơ ấu của Hoắc là Nông Kính Tôn. Biết rằng không thể can ngăn Hoắc, Kính Tôn tuyên bố chấm dứt tình bạn với Hoắc. Cuộc giao chiến dữ dội diễn ra và kết thúc bằng cái chết của Tần sư phụ. Con trai đỡ đầu của Tần tìm cách trả thù và giết chết mẹ và con gái của Hoắc. Hoắc căm phẫn đến nhà họ Tần, tên con trai đỡ đầu của Tần cũng thừa nhận vụ giết người của hắn trước khi tự sát. Hoắc lúc này biết rằng người đệ tử của mình đã vụng trộm với vợ lẽ của Tần và khiêu khích Tần nên Tần mới đánh anh ta.
Bị mặc cảm tội lỗi, Hoắc bỏ đi khỏi Thiên Tân và lang thang vô định trong nhiều tháng. Anh suýt chết đuối trên một dòng sông nhưng được một bà lão và cháu gái mù của bà là Nguyệt Từ cứu. Họ đưa anh về ngôi làng của họ. Sống chung với những người tốt bụng, Hoắc bắt đầu biết giá trị của lòng trắc ẩn và lòng nhân từ.
Năm 1907, Hoắc trở về Thiên Tân và nhìn thấy thành phố đã thay đổi nhiều. Anh xin lỗi gia đình của Tần Gia và hòa giải với Kính Tôn, hiện giờ là doanh nhân. Hoắc thách đấu gã đô vật người Mỹ tên Hercules O'Brien. Trước trận đấu, Hoắc nói rằng anh và Hercules sẽ chiến đấu với danh dự và sự văn minh. Lợi dụng rào cản ngôn ngữ, người dẫn chương trình cố tình dịch sai lời của Hoắc thành "Hắn muốn đá vào mông anh". Trong trận đấu, Hoắc đã cứu O'Brien thoát khỏi những cây đinh nhọn trước khi gã đập đầu vào chúng. Trận đấu kết thúc với việc O'Brien vui vẻ tuyên bố Hoắc là người chiến thắng. Danh tiếng của Hoắc lan rộng với những trận đấu liên tiếp chống lại các võ sĩ nước ngoài khác. Năm 1909, được sự tài trợ của Kính Tôn, anh đã thành lập Tinh Võ Thể dục Hội tại Thượng Hải.
Các thành viên của phòng thương mại nước ngoài lo ngại rằng chiến thắng của Hoắc sẽ khiến người dân Trung Quốc chống lại ngoại bang, điều đó trở thành một bất lợi đối với họ. Họ đề xuất một trận đấu giữa Hoắc và bốn nhà vô địch nước ngoài. Hoắc chấp nhận thử thách, mặc dù anh sẽ phải đấu bốn lần liên tiếp. Trước các trận đấu, Hoắc gặp nhà vô địch Nhật Bản tên Anno Tanaka (Điền Trung An Dã, gọi tắt là Điền Trung) để uống trà và kết bạn.
Bộ phim sau đó trở lại với cuộc thi đấu ở cảnh đầu phim. Vào ngày 9 tháng 8 năm 1910, Hoắc đối đầu với Tanaka sau khi đánh bại ba võ sĩ châu Âu. Trong hiệp một, cả hai chiến đấu bằng vũ khí và kết thúc với tỷ số hòa. Trước hiệp hai, Hoắc vô tình uống ly trà bị bỏ độc bởi các thành viên của phòng thương mại nước ngoài. Trong hiệp hai đấu võ bằng tay không, Hoắc bắt đầu khó thở và mất sức. Anh gục ngã và ho ra máu do ngộ độc thạch tín. Một số người yêu cầu hoãn trận đấu, nhưng Hoắc muốn tiếp tục vì dù sao anh cũng sẽ chết. Hoắc bị Tanaka (Điền Trung An Dã) áp đảo nhưng đã cố gắng tung ra một cú đấm mạnh vào ngực Tanaka, tương tự cú đấm từng giết chết Tần sư phụ. Sau đó Hoắc ngã xuống. Tanaka, hiểu rằng mình sẽ chết nếu Hoắc sử dụng nhiều lực hơn, tuyên bố Hoắc là người chiến thắng khi Hoắc chết.
Ở cảnh cuối phim, linh hồn của Hoắc luyện võ trên một cánh đồng trong khi Nguyệt Từ quan sát anh. Hoắc quay sang nhìn cô và mỉm cười.

## Diễn viên
- Lý Liên Kiệt vai Hoắc Nguyên Giáp
- Đổng Dũng vai Nông Kính Tôn
- Nakamura Shidō II vai Anno Tanaka (Điền Trung An Dã)
- Trâu Triệu Long vai Hoắc Ân Đệ
- Tôn Lệ vai Nguyệt Từ
- Trần Chi Huy vai Tần Gia
- Dương Tử Quỳnh vai Cô Dương
- Nathan Jones vai Hercules O'Brien
- Bào Khởi Tĩnh vai Mẹ của Hoắc Nguyên Giáp
- Hồ Tiểu Lăng vai Con gái của Hoắc Nguyên Giáp
- Harada Masato vai Ông Mita, nhà ngoại giao Nhật Bản.
- Mike Leeder vai Randall, trọng tài.
- Ian Powers vai Dante, người đánh chuông.
- Anthony De Longis vai Anthony Garcia, võ sĩ Tây Ban Nha.
- Brandon Rhea vai Đại tá Han Herzon, võ sĩ Bỉ.
- Jean-Claude Leuyer vai Peter Smith, võ sĩ Anh.
- Somluck Kamsing vai Beicha, võ sĩ Thái Lan.
- John T. Benn vai Doanh nhân người Mỹ
- Philippe Millieret vai Doanh nhân người Pháp
- John Paisley vai Doanh nhân người Anh

## Nhạc phim
Ca sĩ Đài Loan Châu Kiệt Luân đã viết và hát bài hát chủ đề cho phim. Trong bài hát, anh hát bằng giọng giả thanh phong cách kinh kịch trong một vài phân đoạn.